# Jagged array

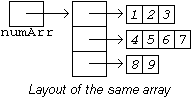
Layout di memoria di uno jagged array

In informatica, uno jagged array (che in inglese significa "array seghettato") o ragged array ("array stracciato"), talvolta chiamato in italiano anche matrice irregolare, è una struttura dati multidimensionale costituita da un array di array. È così chiamato perché i singoli array contenuti nell'array esterno possono essere di differente dimensione, schematizzabili con righe di differente lunghezza.
Mentre gli array multidimensionali in stile C sono sempre rettangolari, in numerosi altri linguaggi gli array multidimensionali sono implementati tramite jagged array, ad esempio in Java, Python (liste multidimensionali), Ruby, Visual Basic, Perl, PHP, JavaScript, Swift.

## Esempi
In C# o in Java uno jagged array di interi che abbia due righe, la prima di cinque elementi e la seconda di tre, può essere creato con il seguente codice:
```
int
[][]
 
c
;
 
// dichiara un array bidimensionale di interi (array di array di int)

c
 
=
 
new
 
int
[
2
][];
 
// istanzia un array di due array

c
[
0
]
 
=
 
new
 
int
[
5
];
 
// istanzia un array di cinque interi nella prima posizione

c
[
1
]
 
=
 
new
 
int
[
3
];
 
// istanzia un array di tre interi nella seconda posizione

```